# Шавкулова къща (Никола Шавкулов)
 Тази статия е за къщата на Никола Шавкулов на улица „Раковски“.  За къщата на Димитър Шавкулов на улица „Московска“ вижте Шавкулова къща (Димитър Шавкулов).  
Дом „Шавкулов“ (изписване до 1945 година: Домъ „Шавкуловъ“) e известна архитектурна постройка в центъра на София на адрес улица „Георги Раковски“ № 96. Oбявена e за паметник на културата с местно значение в „Държавен вестник“, брой 40 от 1978 година (№ 76).

## История
Емблематичната софийска сграда е построена в 1925 година от банкера Никола Шавкулов от град Прилеп. Дело е на архитектурното бюро на Георги Фингов и Димо Ничев. Представлява внушителна, монолитна постройка, изградена в стил виенски сецесион. Има два входа и три жилищни етажа. Асансьорът в спираловидната стълбищна клетка е с две врати, дело на швейцарската компания „Шиндлер“. Сградата не пострадва по време на бомбардировките на София по време на Втората световна война. Национализирана е в 1947 година. В нея последователно се настаняват различни институции като „Бояна филм“, книжарницата за руска и съветска литература „Ленин“ и други.